# Sakaraha
Sakaraha ist eine Gemeinde (commune) in der Region Atsimo-Andrefana im Süden von Madagaskar. Im Jahre 2010 hatte sie etwa 30.000 Einwohner und ist Zentrum eines gleichnamigen Distriktes.
Sakaraha liegt auf 340 Metern über dem Meeresspiegel an einem kleinen Nebenfluss des Fiherenana im vom Volk der Bara besiedelten Gebiet. Sie ist aufgrund der Ausbeutung von Saphir-Vorkommen und Funden von Erdöl und Erdgas in seiner Umgebung in den letzten Jahren stark gewachsen. Sakaraha liegt an der Nationalstraße 7, die die Hauptstadt Antananarivo mit Toliara verbindet.